# Lago Gander
El Lago Gander (en inglés: Gander Lake) se encuentra en la parte central de la isla de Terranova, en la provincia de Terranova y Labrador en el este de Canadá. Es el tercer lago más grande de Terranova. Posee 56 kilómetros (35 millas) de longitud y varios kilómetros de ancho, el lago está orientado aproximadamente al noroeste-sureste. La ciudad de Gander se encuentra en la costa este en su punto medio más o menos, y las ciudades de Appleton y Glenwood están situadas en el extremo norte del lago, a orillas del río Gander. El Lago se ha llegado a medir hasta 288 m (945 pies) en algunas áreas, pero se ha estimado a profundidades mucho más amplias, aunque no han sido validadas debido a aperturas poco claras en el "fondo" del lago. La profundidad extrema es la resultado de estar situado en la línea de la Falla Dover, similar a Loch Ness en Escocia. Es la principal fuente de agua para las ciudades de Gander, Appleton y Glenwood.